# Ned Kelly Award/Bester Erstlingsroman
Ned Kelly Award: Bester Erstlingsroman bezeichnet den Gewinner des Ned Kelly Awards in der Kategorie Bester Erstlingsroman (Best First Novel), der seit 1996 den besten im Vorjahr erschienenen Debütroman eines australischen oder in Australien lebenden Kriminalautors auszeichnet.
| Jahr | Preisträger          | Romantitel                         | Deutscher Titel      |
| ---- | -------------------- | ---------------------------------- | -------------------- |
| 1996 | John Dale            | Dark Angel                         |                      |
| 1997 | Peter Doyle          | Get Rich Quick                     |                      |
| 1997 | Peter Temple         | Bad Debts                          | Vergessene Schuld    |
| 1998 | Preis nicht vergeben | Preis nicht vergeben               | Preis nicht vergeben |
| 1999 | Andrew Masterson     | The Last Days                      |                      |
| 2000 | Marshall Browne      | The Wooden Leg of Inspector Anders |                      |
| 2001 | Andrew McGahan       | Last Drinks                        | Last Drinks          |
| 2002 | Bunty Avieson        | Apartment 255                      | Apartment 255        |
| 2002 | Emma Darcy           | Who Killed Angelique?              |                      |
| 2003 | Alexa Palmer         | Blood Redemption                   | Engel der Vergeltung |
| 2004 | Jane Goodall         | The Walker                         |                      |
| 2004 | Wayne Grogan         | Junkie Pilgrim                     |                      |
| 2005 | Malcolm Knox         | A Private Man                      |                      |
| 2006 | Wendy James          | Out of the Silence                 |                      |
| 2007 | Adrian Hyland        | Diamond Dove                       | Outback Bastard      |
| 2008 | Chris Womersley      | The Low Road                       |                      |
| 2009 | Nick Gadd            | Ghostlines                         |                      |
| 2010 | Mark Dapin           | King of the Cross                  |                      |
| 2011 | Alan Carter          | Prime Cut                          | Prime Cut            |
| 2012 | Peter Twohig         | The Cartographer                   |                      |
| 2013 | Zane Lovitt          | The Midnight Promise               |                      |
| 2014 | Candice Fox          | Hades                              | Hades                |
| 2015 | Jock Serong          | Quota                              | Fischzug             |
| 2016 | Emma Viskic          | Ressurection Bay                   |                      |
| 2017 | Jane Harper          | The Dry                            | Hitze/The Dry        |
| 2018 | Sarah Bailey         | The Dark Lake                      | Dark Lake            |
| 2019 | Dervla McTiernan     | The Rúin                           | Todesstrom           |